# La Rochefoucauld-en-Angoumois
La Rochefoucauld-en-Angoumois is een gemeente in het Franse departement Charente (regio Nouvelle-Aquitaine). De plaats maakt deel uit van het arrondissement Angoulême. La Rochefoucauld-en-Angoumois is op 1 januari 2019 ontstaan door de fusie van de gemeenten La Rochefoucauld en Saint-Projet-Saint-Constant. La Rochefoucauld-en-Angoumois telde op 1 januari 2022 4.020 inwoners.

## Geografie
De oppervlakte van La Rochefoucauld-en-Angoumois bedroeg op 1 januari 2022 24,15 vierkante kilometer; de bevolkingsdichtheid was toen 166,5 inwoners per km².
De onderstaande kaart toont de ligging van La Rochefoucauld-en-Angoumois met de belangrijkste infrastructuur en aangrenzende gemeenten.

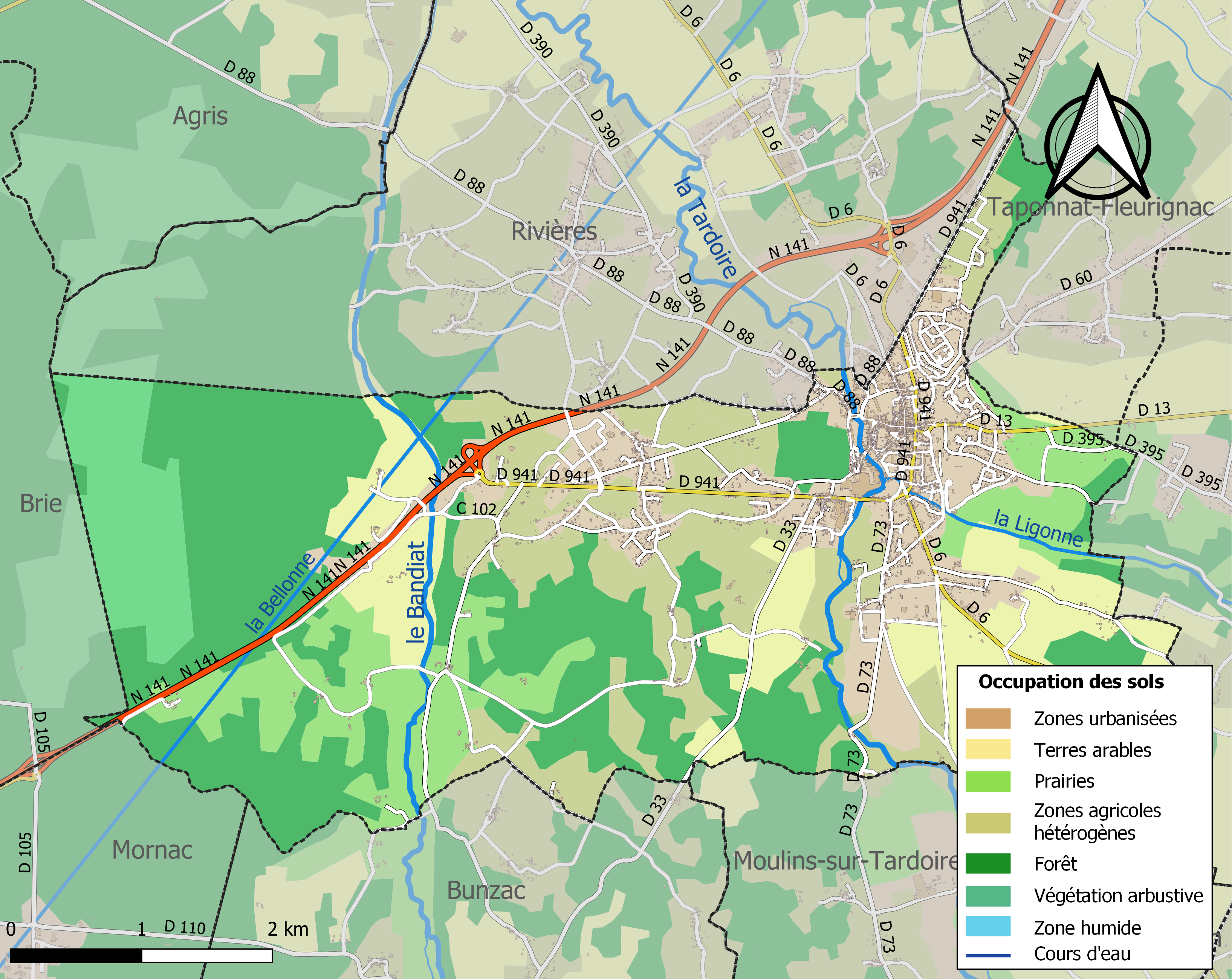